# Walter J. Turner
Walter James Redfern Turner (South Melbourne (Victoria), 13 ottobre 1889 – Hammersmith, 18 novembre 1946) è stato uno scrittore australiano naturalizzato inglese.

## Biografia
Walter James Turner era figlio di Walter James Turner, un musicista di chiesa - organista presso la Cattedrale di St Paul a Melbourne - e magazziniere, e di Alice May (nata Watson). Completò i suoi studi a Melbourne, prima alla Carlton State School, poi allo Scotch College e infine al Working Men's College. 

Nel 1907 partì per l'Inghilterra con l'intenzione di diventare scrittore.
Lì incontrò e divenne amico di un certo numero di intellettuali e letterati, tra cui Siegfried Sassoon, Virginia Woolf, Vita Sackville-West e Lady Ottoline Morrell (la cui caricatura nel suo libro “Gli esteti” mise fine alla loro amicizia). 
Il 5 aprile 1918, a Chelsea, sposò Delphine Marguerite Dubuis.
Nel periodo della prima guerra mondiale fino alla metà degli anni 1930 divenne famoso soprattutto come poeta. La poesia “Romance”, (scritta nel 1916) è probabilmente la più conosciuta fra i suoi componimenti.
William Butler Yeats fu uno dei maggiori estimatori della poesia di Turner e incluse alcune sue poesie nel suo Oxford Book of Modern Poetry (nel quale non compaiono diversi autori molto più noti per i loro versi). 
Durante la seconda guerra mondiale curò anche una serie di volumi sulla cultura inglese. 
Anche se produsse diversi romanzi e opere teatrali, così come libri di poesie, oggi la notorietà di Turner si basa soprattutto sulle sue biografie dei musicisti Wolfgang Amadeus Mozart, Ludwig Van Beethoven e Hector Berlioz. Il suo “'’Mozart'’” è stato ristampato più volte nei settanta anni da quando fu pubblicato la prima volta (1938). Alcuni dei suoi articoli musicali per ‘'New Statesman'’ e altre riviste sono stati ristampati in ‘'Music and Life'’, ‘'Facing the Music'’, ‘'Musical Meanderings'’, e ‘'Variations on the theme of Music'’.
Turner è stato un intimo amico del pianista Artur Schnabel e un estimatore del direttore d'orchestra Arturo Toscanini. 
Fra gli altri fu suo amico anche Siegfried Sassoon. Turner, la moglie, e Sassoon coabitarono per un periodo in una casa in Tufton Street prima che quest'ultimo si trasferisse nel 1925. Da quel momento la loro amicizia si interruppe del tutto. 
Il 18 novembre 1946 morì a Hammersmith a causa di una trombosi del seno venoso cerebrale.

## Opere

### Poesie
- The Hunter and other Poems (1916)
- The Dark Fire (1918)
- The Dark Wind (1920)
- In Time Like Glass (1921)
- Paris and Helen (1921)
- Landscape of Cytherea (1923)
- The Seven Days of the Sun (1925)
- Marigold: An Idyll of the Sea (1926)
- New Poems (1928)
- Miss America (1930)
- Pursuit of Psyche (1931)
- Jack and Jill (1934)
- Songs and Incantations (1936) (che include Seven Sciagraphical Poems)
- Selected Poems 1916–36 (1939)
- Fossils of a Future Time? (1946)
- Romance (1946)

### Lavori teatrali
- The Man Who Ate the Popomack (1921)
- Smaragda's lover (1925)
- Jupiter Translated (non pubblicato; prima rappresentazione nel 1933)

### Altri libri
- Music and life (1921)
- Variations on the theme of music (1924)
- Orpheus; or, The music of the future (1926)
- Beethoven, the search for reality (1927)
- The Aesthetes (1927, romanzo)
- Musical meanderings (1928)
- A trip to New York and a poem (1929)
- Eighteenth century poetry : an anthology chosen by W.J. Turner (1931) (Antologia)
- Wagner (1933)
- Facing the Music: Reflections of a Music Critic (1933)
- Berlioz: The Man and His Work (1934)
- Blow for Balloons (1935, racconto)
- Mozart, the man and his works (1938)
- The Duchess of Popocatapetl (1939, romanzo)
- Fables, Parables and Plots: Revolutionary Stories for the Young and Old (1943)
- A Treasury of English wild life (1946, a cura di W.J. Turner)
- Music, a short history (1949)